# Dynamo (Programmiersprache)
Dynamo (DYNAmic MOdels) ist eine nicht mehr gebräuchliche kybernetische Programmiersprache für Computersimulation, um die Wechselwirkungen zwischen Faktoren und deren Einfluss auf die Dynamik eines Systems zu erforschen. Sie wurde ursprünglich von Jay Wright Forrester am Massachusetts Institute of Technology (MIT) entwickelt. Die Syntax der Sprache sowie der dafür entwickelte Compiler wurden im Buch Principles of Systems veröffentlicht.
Die ersten Versionen von Dynamo wurden in Assemblersprache für die Großrechner IBM 704, IBM 709 und IBM 7090 geschrieben. DYNAMO II wurde dann in der erweiterten Version AED-0 von Algol 60 programmiert.
Dynamo II/F (ab 1971) und folgende Versionen wurden dann mit Fortran entwickelt.
DYNAMO wurde für die Simulationen des Club of Rome für den Bericht Die Grenzen des Wachstums verwendet.